# Tepic, Nayarit

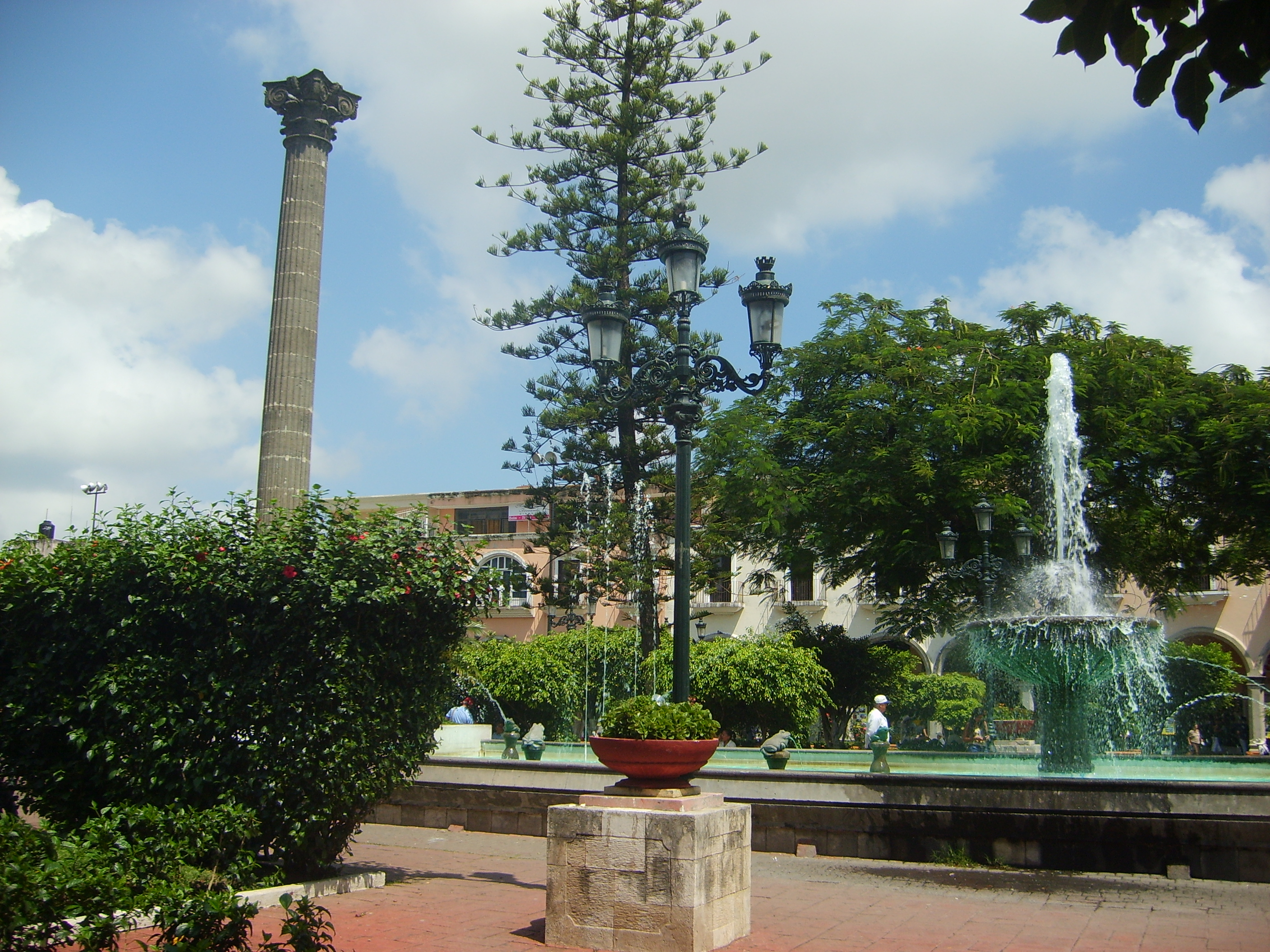
Piaţa centrală din Tepic

Tepic este capitala și cel mai mare oraș al statului mexican Nayarit.
Se găsește în partea centrală a statului, la coordonatele 21°30′30″N 104°53′35″V / 21.50833°N 104.89306°V. 

Tepic se află la altitudinea de 915 metri deasupra nivelului mării pe malurile a două râuri, Río Mololoa și Río Tepic, la aproximativ 225 de kilometri nord-vest de Guadalajara, Jalisco. În apropierea orașului se găsește vulcanul extinct Sangangüey și lacul format în craterul său. Tepic este cel mai important centru urban în această regiune cu o agricultură importantă. Culturile de bază sunt trestia de zahăr, tutun și citrice.
Orașul, care a fost fondat în 1542, a numărat, conform recensământului din 2005, o populație de 295.204 locuitori. Orașul este înconjurat de municipalitatea omonimă, Tepic (municipalitate Mexic), care avea o populație de 336.403, conform aceluiași recensământ. Suprafața totală a municipalității este de 1,983.3 km2. 
Tepic este, de aemenea, sediul Diocenezei romano-catolice Tepic.

## Orașe înfrățite
- Paramount, Statele Unite ale Americii
- La Habana Vieja, Cuba
- Compostela, Mexic